# Global Champions Tour 2012

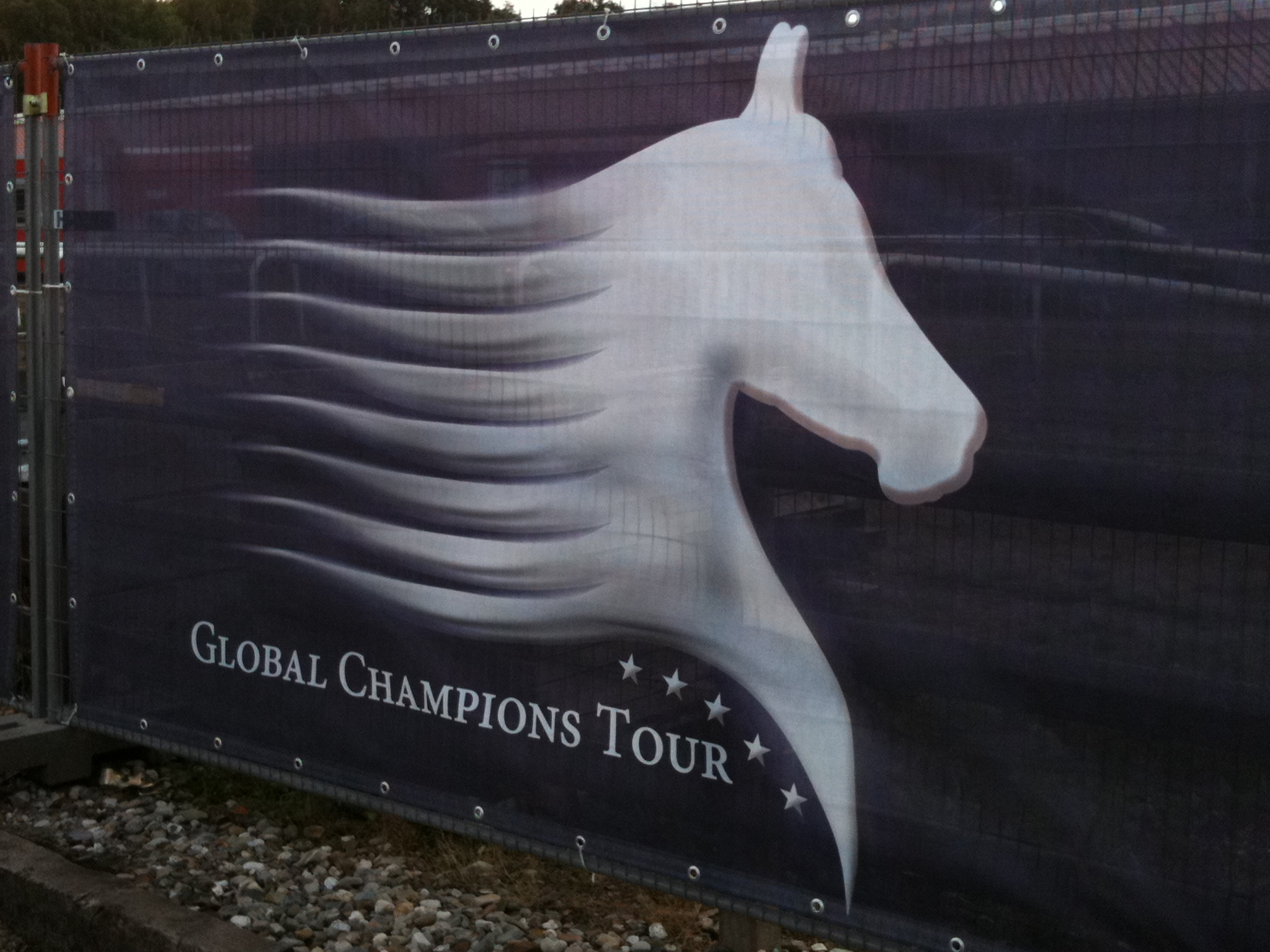
Logo der Global Champions Tour

Die Global Champions Tour 2012 ist die siebente Saison der Global Champions Tour, einer internationalen Turnierserie im Springreiten. Sie gilt neben dem FEI Nations Cup als wichtigste Turnierserie in der „grünen Saison“ (Zeitraum, in dem Reitturniere witterungsbedingt außerhalb von Hallen durchgeführt werden können).
Die Saison 2012 ist die fünfte Saison als offiziell von der FEI anerkannte Turnierserie. Die Organisation der Serie hat weiterhin der Serienbegründer Jan Tops inne.

## Ablauf der Turnierserie
Die Turniere, die im Rahmen der Global Champions Tour 2012 stattfinden, werden mehrheitlich in Europa durchgeführt (zehn Stationen). Anfang und Abschluss der Saison bilden Etappen auf der Arabischen Halbinsel. Neben Frankreich wurden auch in Deutschland im Jahr 2012 erstmals zwei Global Champions Tour-Stationen durchgeführt.
Alle Turniere werden als CSI 5*, der höchsten Kategorie im Springreiten, ausgeschrieben.
Die Wertungsprüfungen finden jeweils am Samstagnachmittag oder Abend statt. Sie sind als Springprüfung mit zwei unterschiedlichen Umläufen und Stechen ausgeschrieben, die Hindernishöhe beträgt bis zu 1,60 Meter. 
Den zweiten Umlauf der Prüfungen erreichen jeweils die besten 18 Reiter des ersten Umlaufs oder alle Reiter mit fehlerfreien Ritten, soweit dies mehr als 18 sind. Das Stechen erreichen jeweils die Teilnehmer, die nach den zwei Umläufen punktgleich auf Platz eins geführt wurden (im Regelfall also in beiden Umläufen fehlerfrei blieben).

### Reglementänderung
Die Serie erstreckt sich im Jahr 2012 vom 5. April bis zum 24. November. Damit ist sie zeitlich etwas kürzer als die Saison 2011, jedoch umfasst sie mit dreizehn Etappen mehr Stationen als je zuvor. Durch diese zeitliche Verdichtung kam Ende 2011 Kritik auf. Durch die zeitlich sehr früh gelegenen Olympischen Spiele im Jahr 2012 und die Erhöhung der Anzahl der Global Champions Tour-Stationen sahen insbesondere die europäischen Pferdesportverbände eine Gefahr für die Nationenpreisturniere. Diese seien jedoch entscheidend für den Verbleib des Springreitens bei den zukünftigen Olympischen Spielen.
Daher forderte die European Equestrian Federation (Dachverband der europäischen Reitsportverbände) eine Regeländerung. Die wichtigsten Nationenpreise sollten zukünftig nicht mehr mit anderen CSI 5*-Turnieren, insbesondere mit GCT-Turnieren, zusammenfallen. Dies war jedoch im Turnierkalender 2012 mehrfach der Fall. Auch der International Jumping Rider Clubs (IJRC; Interessenvertretung von Springreitern, die unter den Top 100 der Weltrangliste platziert sind) nahm sich dieses Themas an und sprach sich mit Zweidrittelmehrheit dafür aus, dass nur noch die Hälfte der GCT-Stationen in die Gesamtwertung eingehen sollen. Die FEI schloss sich der Meinung des IJRC an.
Somit zählen pro Reiter nur noch die bei sieben GCT-Prüfungen erworbenen Wertungspunkte für die Global Champions Tour-Gesamtwertung.

## Medien
Eurosport ist, wie in den Vorjahren, Medienpartner der Global Champions Tour und überträgt den zweiten Umlauf sowie das Stechen der Wertungsprüfungen zumeist am späten Samstagabend zeitversetzt live.
Außerhalb der TV-Übertragungen werden viele Prüfungen der Global Champions Tour-Turniere auf der Internetseite der Global Champions Tour per Live-Stream übertragen.

## Die Prüfungen

### 1. Prüfung: Doha
Das Global Champions Tour-Turnier von Katar fand vom 5. April bis zum 7. April 2012 im Qatar Racing & Equestrian Club in Doha statt.
Die Wertungsprüfung wurde am 7. April 2012 ab 18.30 Uhr Ortszeit ausgetragen, sie war mit 450.000 € dotiert. Den Parcours in der runden Arena in Doha wurde vom italienischen Parcourbauer Uliano Vezzani errichtet.
Den ersten Umlauf bestritten 15 Reiter ohne Fehler, ein Reiter mit einem Zeitstrafpunkt und die zwei schnellsten Reiter mit vier Strafpunkte qualifizierten sich ebenfalls für den zweiten Umlauf. Der zweite Umlauf erwies sich für die meisten Reiter als lösbare Aufgabe, die zulässige Zeit erwies sich jedoch als anspruchsvoll: drei Reiter hatten mit ihren Pferden ein Ergebnis von einem Zeitstrafpunkt, drei weitere Reiter-Pferd-Paare hatten ebenfalls Zeitstrafpunkte. Sieben Reiter blieben in beiden Umläufen fehlerfrei.
Im Stechen startete die Vorjahres-Gesamtwertungssiegerin, Edwina Tops-Alexander, als erste Starterin. Sie zeigte mit ihrem erfahrenen Wallach Itot du Château einen schnellen, fehlerfreien Ritt. Christian Ahlmann war der zweite Stechteilnehmer: er ritt mit hoher Geschwindigkeit und verpasste mit Codex One die passende Distanz zum zweiten Sprung, am Ende hatte er acht Strafpunkte. Auch die nachfolgenden Reiter schafften es nicht, die Zeit von Tops-Alexander fehlerfrei einzustellen, so dass sie die Prüfung gewann.
|             | Reiter                | Pferd            | 1. Umlauf | 1. Umlauf   | 2. Umlauf | 2. Umlauf   | Stechen  | Stechen | Wertungs- punkte |
| Strafpunkte | Reiter                | Pferd            | Zeit (s)  | Strafpunkte | Zeit (s)  | Strafpunkte | Zeit (s) |         | Wertungs- punkte |
| ----------- | --------------------- | ---------------- | --------- | ----------- | --------- | ----------- | -------- | ------- | ---------------- |
| 1           | Edwina Tops-Alexander | Itot du Château  | 0         | -           | 0         | -           | 0        | 40,99   | 40               |
| 2           | Marco Kutscher        | Cornet Obolensky | 0         | -           | 0         | -           | 0        | 41,24   | 37               |
| 3           | Pius Schwizer         | Verdi III        | 0         | -           | 0         | -           | 0        | 41,32   | 35               |

(Plätze eins bis drei von insgesamt 42 Teilnehmern)

### 2. Prüfung: Oliva
Das spanische Global Champions Tour-Turnier fand erstmals nicht direkt in Valencia, sondern gut 80 Kilometer südlich in Oliva an der Mittelmeerküste statt. Austragungsort war eine neuerbaute Reitanlage im Oliva Nova Beach and Golf Resort. Diese wurde im Februar und März des Jahres mit mehreren CSI 2*-Turnieren im Rahmen der neuen Mediterranean Equestrian Tour eingeweiht.
Das CSI 5*-Turnier findet vom 4. bis 6. Mai 2012 statt, die Wertungsprüfung der GCT wurde am 5. Mai ab 16:45 Uhr Ortszeit ausgetragen. Der Parcours wurde von Frank Rothenberger erstellt. Im ersten Umlauf der Prüfung stellte sich vor allem die erlaubte Zeit als Schwierigkeit heraus. Lediglich fünf von 40 Reitern hatten mehr als acht Strafpunkte, drei Pferd-Reiter-Paare beendeten die Parcours des ersten Umlaufs nicht.
Den zweiten Umlauf erreichten alle Reiter ohne Hindernisfehler, Reiter mit weniger als vier Strafpunkten sowie mit Marcus Ehning der schnellste Reiter mit vier Strafpunkten. Im zweiten Umlauf kam es neben Hindernisfehlern erneut bei mehreren Reitern zu Zeitstrafpunkten. Kevin Staut konnte nach einer Verweigerung knapp seinen Sturz verhindern, hierbei löste sich jedoch sein Steigbügel; er gab in Folge auf.
Das Stechen erreichten fünf Reiter mit ihren Pferden. Hier setzte sich zunächst Michael Whitaker, dann Ben Maher, in Führung. Nach Maher schaffte es kein Reiter mehr fehlerfrei zu bleiben.
|             | Reiter           | Pferd                       | 1. Umlauf | 1. Umlauf   | 2. Umlauf | 2. Umlauf   | Stechen  | Stechen | Wertungs- punkte |
| Strafpunkte | Reiter           | Pferd                       | Zeit (s)  | Strafpunkte | Zeit (s)  | Strafpunkte | Zeit (s) |         | Wertungs- punkte |
| ----------- | ---------------- | --------------------------- | --------- | ----------- | --------- | ----------- | -------- | ------- | ---------------- |
| 1           | Ben Maher        | Tripple X III               | 0         | -           | 0         | -           | 0        | 41,35   | 40               |
| 2           | Michael Whitaker | Viking                      | 0         | -           | 0         | -           | 0        | 42,17   | 37               |
| 3           | Denis Lynch      | Abbervail van het Dingeshof | 0         | -           | 0         | -           | 4        | 40,91   | 35               |

(Plätze eins bis drei von insgesamt 40 Teilnehmern)

### 3. Prüfung: Hamburg
Die erste Etappe der Global Champions Tour 2012 in Deutschland, das Deutsche Spring- und Dressurderby, findet vom 16. Mai bis zum 20. Mai 2012 in Hamburg-Klein Flottbek statt. Der Große Preis von Hamburg, die GCT-Wertungsprüfung dieses Turniers, wurde am 19. Mai ab 13.20 Uhr Ortszeit ausgetragen.
Der Parcours wurde von Frank Rothenberger geplant, der seit Jahren als Parcoursbauer beim Spring- und Dressurderby tätig ist. Der erste Umlauf war für den Reiter angemessen anspruchsvoll, so dass sich neben allen fehlerfreien Reitern auch die drei schnellsten Reiter mit vier Fehlerpunkten für den zweiten Umlauf qualifizieren konnten. Auch im zweiten Umlauf stellte die erlaubte Zeit für die Reiter keine besondere Schwierigkeit dar. Der Schwierigkeitsgrad im zweiten Umlauf war im Vergleich zum ersten Umlauf nochmals höher, so dass sich von 18 Pferd-Reiter-Paaren nur fünf für das Stechen qualifizierten.
Das Stechen wies neben langen Galoppierstrecken auch mehrere Hindernisse auf, die über verkürzte Wege schräg angeritten werden konnten. Alle Reiter nahmen diese kurzen Wege und lieferten sich damit ein knappes Stechen. Am Ende blieben der Vorjahressieger Rolf-Göran Bengtsson und Nick Skelton fehlerfrei, letzterer war jedoch mit Big Star über eine Sekunde schneller und gewann somit die Prüfung.
|             | Reiter               | Pferd    | 1. Umlauf | 1. Umlauf   | 2. Umlauf | 2. Umlauf   | Stechen  | Stechen | Wertungs- punkte |
| Strafpunkte | Reiter               | Pferd    | Zeit (s)  | Strafpunkte | Zeit (s)  | Strafpunkte | Zeit (s) |         | Wertungs- punkte |
| ----------- | -------------------- | -------- | --------- | ----------- | --------- | ----------- | -------- | ------- | ---------------- |
| 1           | Nick Skelton         | Big Star | 0         | -           | 0         | -           | 0        | 47,97   | 40               |
| 2           | Rolf-Göran Bengtsson | Casall   | 0         | -           | 0         | -           | 0        | 49,32   | 37               |
| 3           | Katrin Eckermann     | Carlson  | 0         | -           | 0         | -           | 4        | 48,87   | 35               |

(Plätze eins bis drei von insgesamt 49 Teilnehmern)

### 4. Prüfung: Wiesbaden
Erstmals Teil der Global Champions Tour war das Internationale Pfingstturnier in Wiesbaden. Dieses zum 76. Mal ausgetragene Turnier wird im Schlosspark Biebrich vom 25. Mai bis zum 28. Mai 2012 durchgeführt. Der GCT Grand Prix wurde am 26. Mai 2012 ab 16:15 Uhr ausgetragen.
Wie bei den zwei Wertungsprüfungen zuvor, so wurde auch der Springparcours in Wiesbaden von Frank Rothenberger erdacht. Für den zweiten Umlauf qualifizierten sich neben den fehlerfreien Reitern aus dem ersten Umlauf auch vier Reiter mit vier Strafpunkten sowie ein Reiter, der zwei Strafpunkte im ersten Umlauf hatte. Im zweiten Umlauf mussten viele der 18 verbleibenden Starter vier Strafpunkte verzeichnen, nur zwei Pferd-Reiter-Paare blieben auch hier fehlerfrei.
Als erste Starterin ging Meredith Michaels-Beerbaum in das Stechen, deren Pferd Bella Donna zum ersten Mal einen Parcours dieser Schwierigkeit bestritt. Sie blieb fehlerfrei. Nach ihr ging der Franzose Olivier Guillon an den Start, der mit seinem erfahrenen Pferd Lord de Theize ebenfalls fehlerfrei blieb, jedoch zwei Sekunden schneller war.
|             | Reiter                     | Pferd          | 1. Umlauf | 1. Umlauf   | 2. Umlauf | 2. Umlauf   | Stechen  | Stechen | Wertungs- punkte |
| Strafpunkte | Reiter                     | Pferd          | Zeit (s)  | Strafpunkte | Zeit (s)  | Strafpunkte | Zeit (s) |         | Wertungs- punkte |
| ----------- | -------------------------- | -------------- | --------- | ----------- | --------- | ----------- | -------- | ------- | ---------------- |
| 1           | Olivier Guillon            | Lord de Theize | 0         | -           | 0         | -           | 0        | 55,59   | 40               |
| 2           | Meredith Michaels-Beerbaum | Bella Donna    | 0         | -           | 0         | -           | 0        | 57,72   | 37               |
| 3           | Manuel Añon                | Baldo DS       | 0         | -           | 4         | 72,82       |          |         | 35               |

(Plätze eins bis drei von insgesamt 42 Teilnehmern)

### 5. Prüfung: Cannes

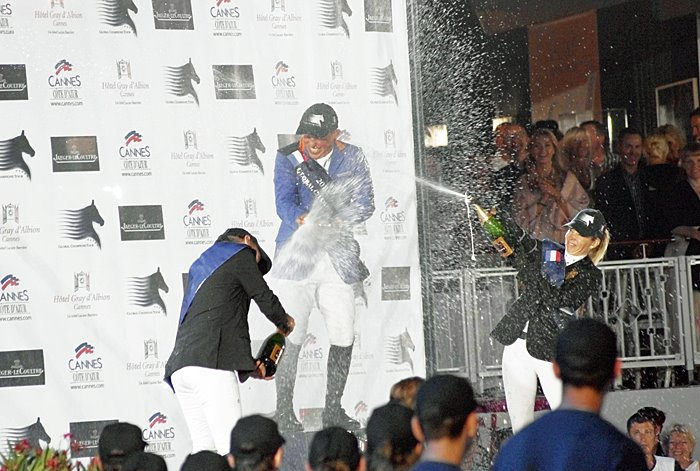
Global Champions Tour Grand Prix de la Ville de Cannes: Champagnerdusche auf dem Siegerpodium

In Frankreich werden erneut zwei Stationen der Global Champions Tour ausgetragen. Die erste hiervon war vom 14. Juni bis zum 16. Juni 2012 die Wertungsprüfung beim Turnier Jumping Cannes. Dieses fand im Stade des Hespérides in Cannes statt.
Der Grand Prix de la Ville de Cannes, die Wertungsprüfung der GCT, fand am Samstagabend unter Flutlicht statt. Der Springparcours wurde von Uliano Vezzani gestaltet. Der erste Umlauf war anspruchsvoll, 13 von 46 Reiter hatten hier zwölf oder mehr Strafpunkte. Aus deutscher Sicht war der erste Umlauf wenig erfolgreich: Meredith Michaels-Beerbaum, Ludger Beerbaum und Philipp Weishaupt beendeten den Umlauf nicht.
Den zweiten Umlauf, der unter anderem drei zweifache Kombinationen umfasste, beendeten sieben Pferd-Reiter-Paare fehlerfrei, insgesamt erzielten an diesem Abend drei Starterpaare eine Nullrunde in beiden Umläufen und qualifizierten sich damit für das Stechen. Als erster Starter setzte sich Rolf-Göran Bengtsson in Führung, Gerco Schröder folgte und ging mit einer 16 Hundertstelsekunden schnelleren Runde in Führung. Als letzte Starterin ging die Siegerin der letzten zwei Jahre, Edwina Tops-Alexander, an den Start. Sie zeigte ebenfalls einen schnellen Ritt mit ihrem Pferd Itot du Château, erreichte die Zeiten ihrer beiden Konkurrenten jedoch nicht.
|             | Reiter                | Pferd           | 1. Umlauf | 1. Umlauf   | 2. Umlauf | 2. Umlauf   | Stechen  | Stechen | Wertungs- punkte |
| Strafpunkte | Reiter                | Pferd           | Zeit (s)  | Strafpunkte | Zeit (s)  | Strafpunkte | Zeit (s) |         | Wertungs- punkte |
| ----------- | --------------------- | --------------- | --------- | ----------- | --------- | ----------- | -------- | ------- | ---------------- |
| 1           | Gerco Schröder        | London          | 0         | -           | 0         | -           | 0        | 34,22   | 40               |
| 2           | Rolf-Göran Bengtsson  | Casall          | 0         | -           | 0         | -           | 0        | 34,38   | 37               |
| 3           | Edwina Tops-Alexander | Itot du Château | 0         | -           | 0         | -           | 0        | 34,89   | 35               |

(Plätze eins bis drei von insgesamt 46 Teilnehmern)

### 6. Prüfung: Monaco
Das Global Champions Tour-Turnier von Monaco findet vom 28. Juni bis zum 30. Juni 2012 am Ufer des Boulevard Albert 1er am Port Hercule statt. Das Turnier findet auf einem provisorisch für die Veranstaltung aufgeschütteten Sandplatz statt.
Wie bereits zwei Wochen zuvor in Cannes wurde die Wertungsprüfung, die am Samstagabend ab 18:00 Uhr ausgetragen wurde, unter Flutlicht durchgeführt. Der Parcours wurde auf dem recht kleinen Turnierplatz (etwa 30 mal 70 Meter) erneut von Uliano Vezzani erbaut. Namensgeber der Prüfung (Grand Prix du Prince de Monaco) ist Fürst Albert II., der auch zusammen mit seiner Nichte Charlotte Casiraghi die Siegerehrung vornahm.
Aus dem ersten Umlauf qualifizierten sich alle neun Reiter mit vier Punkten aus dem ersten Umlauf, zwei Reiter mit einem Zeitstrafpunkt sowie die sieben Reiter, die mit ihren Pferden im ersten Umlauf fehlerfrei blieben. Im zweiten Umlauf blieben insgesamt sieben Reiter ohne Strafpunkte, hiervon waren vier Reiter in beiden Umläufen fehlerfrei.
Als erste ging die Schweizer Reiterin Christina Liebherr in das abschließende Stechen, hatte jedoch einen Hindernisabwurf und wurde damit Vierte. Die Überraschung des Turniers stellte der Marokkaner Abdelkebir Ouaddar dar, der zum ersten Mal eine Wertungsprüfung der Global Champions Tour bestritt. Ouaddar ging mit dem neunjährigen Wallach Porche du Fruitier aus dem Besitz von König Mohammed VI. als zweiter Starter in das Stechen und belegte am Ende den dritten Platz in dieser Prüfung. Nach ihm starteten noch Hans-Dieter Dreher und Kevin Staut, die fehlerfrei blieben und sich jeweils in Führung setzten. Staut gewann damit mit dem belgischen Wallach Reveur de Hurtebise die Prüfung.
|             | Reiter             | Pferd               | 1. Umlauf | 1. Umlauf   | 2. Umlauf | 2. Umlauf   | Stechen  | Stechen | Wertungs- punkte |
| Strafpunkte | Reiter             | Pferd               | Zeit (s)  | Strafpunkte | Zeit (s)  | Strafpunkte | Zeit (s) |         | Wertungs- punkte |
| ----------- | ------------------ | ------------------- | --------- | ----------- | --------- | ----------- | -------- | ------- | ---------------- |
| 1           | Kevin Staut        | Reveur de Hurtebise | 0         | -           | 0         | -           | 0        | 37,51   | 40               |
| 2           | Hans-Dieter Dreher | Embassy II          | 0         | -           | 0         | -           | 0        | 38,16   | 37               |
| 3           | Abdelkebir Ouaddar | Porche du Fruitier  | 0         | -           | 0         | -           | 4        | 37,13   | 35               |

(Plätze eins bis drei von insgesamt 40 Teilnehmern)

### 7. Prüfung: Portugal
Die portugiesische Etappe der Global Champions Tour fand im Hipódromo Manuel Possolo in Cascais statt. Da das benachbarte Estoril mit einer großen Werbekampagne als Sporttourismusregion beworben wird, wird als Veranstaltungsort üblicherweise Estoril genannt.
Das CSI 5*-Turnier umfasst im Jahr 2012 nur zwei Tage, den 13. und 14. Juli, zudem wurde vom 12. bis 14. Juli ein CSI 1*-Turnier an selber Stelle durchgeführt. Die GCT-Wertungsprüfung, der Grande Prémio Turismo de Portugal, wurde am 14. Juli 2012 ab 19:00 Uhr Ortszeit durchgeführt, der Parcours wurde von Frank Rothenberger gestaltet.
Bedingt durch die nahenden Olympischen Spiele traten viele für die Olympischen Sommerspiele nominierten Reiter nicht mehr mit ihren Spitzenpferden an, in Gegensatz hierzu traten andere Reiter mit ihren Erstpferden an. Der ersten Umlauf stellte sich für viele Reiter als gut lösbare Aufgabe dar, 20 Pferd-Reiter-Paare blieben fehlerfrei und qualifizierten sich für den zweiten Umlauf. Der zweite Umlauf wurde entsprechend deutlich schwieriger gestaltet, von 20 Reitern kamen sechs mit einer erneuten Nullrunde in das Stechen.
Als einer der ersten Starter ging Philipp Weishaupt mit dem Hengst Leoville im Stechen an den Start. Beide zeigten eine sehr schnelle fehlerfreie Runde und waren über vier Sekunden schneller als der bisher Führende, Kamal Bahamdan. Die nachfolgenden Reiter waren nun versucht, die Zeit von Weishaupt einzuholen, was ihnen jedoch nicht gelang.
|             | Reiter            | Pferd    | 1. Umlauf | 1. Umlauf   | 2. Umlauf | 2. Umlauf   | Stechen  | Stechen | Wertungs- punkte |
| Strafpunkte | Reiter            | Pferd    | Zeit (s)  | Strafpunkte | Zeit (s)  | Strafpunkte | Zeit (s) |         | Wertungs- punkte |
| ----------- | ----------------- | -------- | --------- | ----------- | --------- | ----------- | -------- | ------- | ---------------- |
| 1           | Philipp Weishaupt | Leoville | 0         | -           | 0         | -           | 0        | 44,96   | 40               |
| 2           | Michael Whitaker  | Viking   | 0         | -           | 0         | -           | 0        | 45,65   | 37               |
| 3           | Ludger Beerbaum   | Chaman   | 0         | -           | 0         | -           | 0        | 47,46   | 35               |

(Plätze eins bis drei von insgesamt 36 Teilnehmern)

### 8. Prüfung: Chantilly
Die zweite französische Etappe der Global Champions Tour fand vom 20. Juli bis zum 22. Juli 2012 auf dem Gelände der Rennbahn am Rande des Schlosses von Chantilly statt. Damit befand sich das Turnier terminlich nur wenige Tage vor Beginn der Olympischen Sommerspiele in London am 27. Juli, die Springreitwettbewerbe dort beginnen am 4. August.
Die Global Champions Tour-Wertungsprüfung von Chantilly wurde am 21. Juli ab 15:30 Uhr ausgetragen. Parcoursdesigner war Uliano Vezzani. Nachdem es bei der portugiesischen Etappe eine Woche zuvor sehr viele fehlerfreie Reiter im ersten Umlauf gab, war der Parcours deutlich schwerer gestaltet, nur fünf Reiter blieben im ersten Umlauf fehlerfrei. Daneben erreichten auch alle Reiter mit vier und fünf Strafpunkten den zweiten Umlauf.
In diesem zweiten Umlauf gab es deutlich mehr Nullrunden, insgesamt blieben 13 von 18 Pferd-Reiter-Paaren fehlerfrei. Eine Doppelnullrunde schafften drei Reiter mit ihren Pferden. Beezie Madden ging als erste Reiterin in das Stechen und setzte ihre Konkurrenten mit einer schnellen Zeit von 39,15 Sekunden unter Druck. Karim El Zoghby, der als Außenseiter in das Stechen ging, hatte früh im Parcours einen Hindernisabwurf. Als letzter Starter ging Hans-Dieter Dreher mit dem Hengst Magnus Romeo in den Stechumlauf. Dieser zeigte ebenfalls eine sehr schnelle Runde und siegte mit einem Vorsprung von etwa drei Zehntelsekunden.
|             | Reiter             | Pferd        | 1. Umlauf | 1. Umlauf   | 2. Umlauf | 2. Umlauf   | Stechen  | Stechen | Wertungs- punkte |
| Strafpunkte | Reiter             | Pferd        | Zeit (s)  | Strafpunkte | Zeit (s)  | Strafpunkte | Zeit (s) |         | Wertungs- punkte |
| ----------- | ------------------ | ------------ | --------- | ----------- | --------- | ----------- | -------- | ------- | ---------------- |
| 1           | Hans-Dieter Dreher | Magnus Romeo | 0         | -           | 0         | -           | 0        | 38,82   | 40               |
| 2           | Beezie Madden      | Simon        | 0         | -           | 0         | -           | 0        | 39,15   | 37               |
| 3           | Karim El Zoghby    | Splendor     | 0         | -           | 0         | -           | 4        | 44,92   | 35               |

(Plätze eins bis drei von insgesamt 42 Teilnehmern)

### 9. Prüfung: Valkenswaard
Nach einer mehrwöchigen Pause aufgrund der Olympischen Spiele setzte sich die Global Champions Tour vom 17. August bis zum 19. August 2012 in den Niederlanden fort. Das Global Champions Tour-Turnier der Niederlande findet am Heimatort des Serienbegründers Jan Tops in Valkenswaard statt.
Die Wertungsprüfung der GCT wurde am 18. August 2012 ab 14:30 Uhr ausgetragen. Der Parcours wurde von Uliano Vezzani gestaltet. Von 48 Startern blieben im ersten Umlauf zwölf fehlerfrei. Ebenfalls für den zweiten Umlauf qualifizierten sich drei Reiter mit einem Zeitstrafpunkt und die drei schnellsten Reiter mit vier Strafpunkten. Im zweiten Umlauf schaffte es lange kein Reiter, fehlerfrei zu bleiben. Als erste blieb Philipp Weishaupt ohne Hindernisfehler, er musste jedoch mit Catoki wie bereits im ersten Umlauf einen Zeitstrafpunkt verbuchen und kam am Ende auf Platz sieben.
Den Reitern, die im ersten Umlauf fehlerfrei waren, gelang hingegen auch der zweite Umlauf recht problemlos, die Hälfte von ihnen blieb erneut ohne Fehler. Damit zogen sechs Pferd-Reiter-Paare in das Stechen ein. Im Stechen gelang zunächst drei Reitern eine fehlerfreie Runde, jeweils schnelleren als der zuvor gestartete Teilnehmer. Den letzten drei Reitern misslang dies jedoch, sie hatten jeweils einen oder zwei Hindernisfehler.
|             | Reiter               | Pferd     | 1. Umlauf | 1. Umlauf   | 2. Umlauf | 2. Umlauf   | Stechen  | Stechen | Wertungs- punkte |
| Strafpunkte | Reiter               | Pferd     | Zeit (s)  | Strafpunkte | Zeit (s)  | Strafpunkte | Zeit (s) |         | Wertungs- punkte |
| ----------- | -------------------- | --------- | --------- | ----------- | --------- | ----------- | -------- | ------- | ---------------- |
| 1           | Ludger Beerbaum      | Chaman    | 0         | -           | 0         | -           | 0        | 41,32   | 40               |
| 2           | Richard Spooner      | Cristallo | 0         | -           | 0         | -           | 0        | 42,05   | 37               |
| 3           | Rolf-Göran Bengtsson | Carusso   | 0         | -           | 0         | -           | 4        | 43,43   | 35               |

(Plätze eins bis drei von insgesamt 48 Teilnehmern)

### 10. Prüfung: Lausanne
In der Saison 2012 machte die Global Champions Tour erstmals Station in der Schweiz. Als Austragungsort hierfür wurde der Sitz von FEI, CAS und IOC, Lausanne, gewählt. Die Lausanne International Horse Show wird vom 14. September bis zum 16. September 2012 auf dem Place de Bellerive am Genfersee durchgeführt.
Der hier erstmals ausgetragene Große Preis wurde vom Schweizer Parcoursbauer Rolf Lüdi gestaltet. Die Prüfung wurde am 15. September 2012 ab 18 Uhr ausgetragen. Den ersten Umlauf überstanden 18 Teilnehmer ohne Hindernisfehler, was genau der Anzahl der Reiter entspricht, die sich für den zweiten Umlauf qualifizieren. Einer dieser Teilnehmer hatte einen Zeitstrafpunkt. Den fünf Schweizer Reitern gelang die Qualifikation für den zweiten Umgang nicht. Bester Starter aus der Schweiz war Janika  Sprunger, die mit Palloubet d'Halong auf Rang 25 kam.
Im zweiten Umlauf schaffte es noch ein Drittel der Starterpaare, ohne Fehler zu bleiben. Marco Kutscher verlor nach einem Sprung den Halt und stürzte vom Rücken seines Hengstes Cornet Obolensky. Die drei übrigen deutschen Starter im zweiten Umlauf hatten jeweils einen Hindernisabwurf und kamen damit auf die Plätze neun bis elf. Im Stechen der verbleibenden sechs Fehlerfreien schaffen es nur zwei Teilnehmer, zum dritten Mal ohne Fehler zu bleiben. Mit einem Vorsprung von fast drei Sekunden siegte Laura Kraut mit ihrem Schimmelwallach Cedric.
|             | Reiter                | Pferd           | 1. Umlauf | 1. Umlauf   | 2. Umlauf | 2. Umlauf   | Stechen  | Stechen | Wertungs- punkte |
| Strafpunkte | Reiter                | Pferd           | Zeit (s)  | Strafpunkte | Zeit (s)  | Strafpunkte | Zeit (s) |         | Wertungs- punkte |
| ----------- | --------------------- | --------------- | --------- | ----------- | --------- | ----------- | -------- | ------- | ---------------- |
| 1           | Laura Kraut           | Cedric          | 0         | -           | 0         | -           | 0        | 42,53   | 40               |
| 2           | Rolf-Göran Bengtsson  | Casall          | 0         | -           | 0         | -           | 0        | 45,37   | 37               |
| 3           | Edwina Tops-Alexander | Itot du Château | 0         | -           | 0         | -           | 4        | 44,21   | 35               |

(Plätze eins bis drei von insgesamt 47 Teilnehmern)

### 11. Prüfung: Wien
Eine Woche nach Lausanne wurde auch in Österreich erstmals eine Global Champions Tour-Prüfung ausgetragen. Hier findet unter dem Motto Pferd findet Stadt auf dem Wiener Rathausplatz das Turnier Vienna Masters statt. Das von einem Organisationskomitee um den Springreiter Thomas Frühmann veranstaltete Turnier wird vom 20. September bis zum 23. September 2012 durchgeführt.
Die GCT-Prüfung, der Große Preis von Wien, wurde am 22. September 2012 ab 18:00 Uhr durchgeführt, Parcoursbauer war Frank Rothenberger. Hauptsponsor der Prüfung war Power Horse. Der erste Umlauf war sehr selektiv, nur 20 von 46 Startern erreichten ein Ergebnis von vier Strafpunkten oder besser. Fünf Reiter schafften mit ihren Pferden eine fehlerfreie erste Runde.
Wie bereits in Lausanne eine Woche zuvor, schaffe es auch in Wien kein Reiter aus dem Gastgeberland in den zweiten Umlauf der besten 18 Teilnehmer. Bester österreichischer Reiter wurde Stefan Eder mit Chilli van Dijk NRW auf Rang 29.
Der zweite Umlauf war nicht weniger anspruchsvoll, fünf Reiter blieben fehlerfrei. Zum zweiten Mal fehlerfrei und damit für das Stechen qualifiziert waren drei Teilnehmer. Als erster Starter ging Gerco Schröder mit London an den Start. Das Schröder mit seinem Olympiapferd starten durfte, war erst kurz vor dem Turnier möglich geworden, da dieses zur Konkursmasse von Schröders zahlungsunfähigen Sponsor Eurocommerce gehört. Beide blieben ein drittes Mal fehlerfrei und kamen am Ende auf Platz drei. Schneller im Stechen waren die beiden nachfolgenden Reiterinnen, Pénélope Leprevost gewann mit einem Vorsprung von anderthalb Sekunden vor Meredith Michaels-Beerbaum.
|             | Reiter                     | Pferd           | 1. Umlauf | 1. Umlauf   | 2. Umlauf | 2. Umlauf   | Stechen  | Stechen | Wertungs- punkte |
| Strafpunkte | Reiter                     | Pferd           | Zeit (s)  | Strafpunkte | Zeit (s)  | Strafpunkte | Zeit (s) |         | Wertungs- punkte |
| ----------- | -------------------------- | --------------- | --------- | ----------- | --------- | ----------- | -------- | ------- | ---------------- |
| 1           | Pénélope Leprevost         | Mylord Carthago | 0         | -           | 0         | -           | 0        | 37,16   | 40               |
| 2           | Meredith Michaels-Beerbaum | Bella Donna     | 0         | -           | 0         | -           | 0        | 38,67   | 37               |
| 3           | Gerco Schröder             | London          | 0         | -           | 0         | -           | 0        | 40,09   | 35               |

(Plätze eins bis drei von insgesamt 46 Teilnehmern)

### 12. Prüfung: Abu Dhabi
Zum zweiten Mal war Abu Dhabi Austragungsort einer Etappe der Global Champions Tour. Das Turnier fand vom 22. November bis zum 24. November 2012 im Al-Forsan International Sports Resort statt, der Wertungsprüfung wurde am 24. November ab 18:45 Uhr Ortszeit durchgeführt.
Bereits im ersten Umlauf fielen in Abu Dhabi Vorentscheidungen: Die beide in der Gesamtwertung punktgleich führenden Edwina Tops-Alexander und Rolf-Göran Bengtsson schafften beide nicht in den Sprung in den zweiten Umlauf und konnten so keine Wertungspunkte mehr sammeln. Gleiches galt für den bisher drittplatzierten der Gesamtwertung, Christian Ahlmann mit Taloubet Z. Gerco Schröder war im zweiten Umlauf der erste Starter, der ohne Fehler aus dem ersten Umlauf vorbelastet war. Er ritt mit London eine fehlerfreie Runde. Auf Schröder folgten zehn Reiter, die ebenfalls ohne Strafpunkte in den zweiten Umlauf gingen. Neun Reiter in Folge hatten mit ihren Pferden Fehler, so dass ihnen ein Einzug in ein Stechen verwehrt blieb. Erst Katharina Offel als letzte Reiterin blieb mit Fidji Island fehlerfrei und sicherte damit das Stechen.
Im Stechen zeigten Schröder und London einen schnellen Ritt und kamen fehlerfrei in das Ziel. Offel und Fidji Island zeigten eine ebensolche Runde und waren acht Hundertstelsekunden schneller, was ihnen den Sieg brachte.
|             | Reiter          | Pferd          | 1. Umlauf | 1. Umlauf   | 2. Umlauf | 2. Umlauf   | Stechen  | Stechen | Wertungs- punkte |
| Strafpunkte | Reiter          | Pferd          | Zeit (s)  | Strafpunkte | Zeit (s)  | Strafpunkte | Zeit (s) |         | Wertungs- punkte |
| ----------- | --------------- | -------------- | --------- | ----------- | --------- | ----------- | -------- | ------- | ---------------- |
| 1           | Katharina Offel | Fidji Island   | 0         | -           | 0         | -           | 0        | 37,19   | 40               |
| 2           | Gerco Schröder  | London         | 0         | -           | 0         | -           | 0        | 37,27   | 37               |
| 3           | Harrie Smolders | Walnut de Muze | 1         | -           | 0         | 76,64       |          |         | 35               |

(Plätze eins bis drei von insgesamt 41 Teilnehmern)

## Gesamtwertung
Die Gesamtwertung entschied, zum dritten Mal in Folge, über den Gesamtsieg der Global Champions Tour. Anhand dieser Rangliste wurde am Ende der Saison ein Bonus-Preisgeld an die erfolgreichsten Reiter der Global Champions Tour vergeben.
|    | Reiter                | Doha | Oliva | Hamburg | Wies- baden | Cannes | Monaco | Estoril | Chantilly | Valkens- waard | Lausanne | Wien | Abu Dhabi | Wertungs- punkte | Preisgeld (Bonus) |
| -- | --------------------- | ---- | ----- | ------- | ----------- | ------ | ------ | ------- | --------- | -------------- | -------- | ---- | --------- | ---------------- | ----------------- |
| 1  | Edwina Tops-Alexander | 40   | (28)  | 28      | —           | 35     | 30     | 28      | (0)       | (0)            | 35       | (0)  | (0)       | 196              | 294.500 €         |
| 2  | Rolf-Göran Bengtsson  | (0)  | —     | 37      | (21)        | 37     | —      | —       | 24        | 35             | 37       | 26   | (0)       | 196              | 190.000 €         |
| 3  | Michael Whitaker      | (0)  | 37    | 19      | (0)         | (0)    | 27     | 37      | 29        | (0)            | (0)      | (0)  | 33        | 182              | 123.500 €         |
| 4  | Christian Ahlmann     | 30   | (0)   | (23)    | —           | 29     | (0)    | 31      | 31        | (25)           | 28       | 31   | (0)       | 180              | 76.000 €          |
| 5  | Denis Lynch           | 26   | 35    | —       | —           | (0)    | 31     | 29      | 30        | (0)            | (0)      | 27   | (0)       | 178              | 47.500 €          |
| 6  | Gerco Schröder        | (0)  | 31    | 30      | —           | 40     | (0)    | —       | —         | —              | 0        | 35   | 37        | 173              | 33.250 €          |
| 7  | Philipp Weishaupt     | (0)  | 24    | 25      | (0)         | (0)    | —      | 40      | —         | 30             | 26       | 24   | (0)       | 169              | 33.250 €          |
| 8  | Richard Spooner       | —    | 26    | 21      | 28          | —      | —      | —       | 25        | 37             | (0)      | 25   | —         | 162              | 19.000 €          |
| 9  | Nick Skelton          | —    | (0)   | 40      | —           | 0      | —      | —       | 32        | —              | 31       | 29   | 19        | 151              | 19.000 €          |
| 10 | Ludger Beerbaum       | (0)  | —     | (0)     | —           | 0      | —      | 35      | —         | 40             | 27       | 20   | 28        | 150              | 19.000 €          |
| 11 | Marco Kutscher        | 37   | 20    | (0)     | —           | 31     | —      | 0       | —         | 33             | 20       | (0)  | (0)       | 141              | 19.000 €          |
| 12 | Harrie Smolders       | (0)  | —     | —       | —           | —      | —      | 32      | 23        | 19             | 30       | 0    | 35        | 139              | 14.250 €          |
| 13 | Kevin Staut           | (0)  | 19    | (0)     | —           | 19     | 40     | —       | —         | —              | 0        | 33   | 27        | 138              | 14.250 €          |
| 14 | Ben Maher             | —    | 40    | (0)     | 31          | 32     | (0)    | 12      | 0         | —              | (0)      | 23   | —         | 138              | 14.250 €          |
| 15 | Marcus Ehning         | 31   | 22    | 29      | —           | 30     | —      | —       | (0)       | 0              | (0)      | (0)  | 20        | 132              | 9.500 €           |
| 16 | Kamal Bahamdan        | 19   | 23    | (0)     | —           | 0      | 32     | 33      | 22        | (0)            | —        | —    | (0)       | 129              | 9.500 €           |
| 17 | Pénélope Leprevost    | 0    | 32    | 22      | —           | 0      | —      | —       | —         | —              | 29       | 40   | (0)       | 123              | 7.125 €           |
| 18 | Emanuele Gaudiano     | —    | —     | —       | 32,5        | —      | —      | 24      | —         | 23             | 21       | 19   | —         | 119              | 7.125 €           |

Anmerkungen

Plätze eins bis achtzehn, die sechs besten Ergebnisse eines jeden Reiters gingen in die Gesamtwertung ein.
1. ↑  Tops-Alexander gewann die Gesamtwertung, da sie bei Punktgleichheit mit Bengtsson das bessere Einzelergebnis hatte (ein Sieg für Tops-Alexander, Bengtsson bestes Einzelergebnis war ein zweiter Platz).